# Petříkov (Ostružná)
Petříkov (niem. Peterswald) – wieś, część gminy Ostružná, położona w kraju ołomunieckim, w powiecie Jesionik, w Czechach.